# Valentina (telenovela mexicana)
Valentina es una telenovela mexicana producida por José Alberto Castro en su debut como productor ejecutivo para Televisa. Se emitió entre el 21 de junio de 1993 y el 28 de enero de 1994 por El Canal de las estrellas. 
Fue dividida en dos etapas y protagonizada por Verónica Castro, Juan Ferrara y Rafael Rojas, con las participaciones antagónicas de Blanca Guerra, Guillermo García Cantú, Hugo Acosta, Mayra Rojas, Diana Golden, Yolanda Ciani y Laura Forastieri.
Por órdenes de Valentin Pimstein, y de los ejecutivos de Televisa se cambia abruptamente la historia al ver los pocos resultados de audiencia, ya que el público todavía no lograba identificar a Verónica Castro fuera de los papeles de la mujer pobre, por lo tanto se tomó para la segunda parte los libretos originales de La Galleguita historia de Inés Rodena y se cambia por completo el elenco, dejando solo personajes clave de la primera parte para unirlo con esta trama de Inés Rodena.
A pesar de que se logró subir los niveles de audiencia, esta telenovela se convirtió en unos de los desaciertos en la carrera televisiva para Verónica Castro provocando que la actriz dejara de protagonizar telenovelas rosas y volviera a realizar programas nocturnos como conductora como lo fueron Furia musical en 1993 y En la noche en 1994.

## Sinopsis
Valentina Isabel Montero (Verónica Castro) es una joven entusiasta que, tras graduarse en Hotelería en la capital mexicana, encuentra trabajo en Isla Escondida, donde nació. Emprendedora como pocas, está dispuesta a alcanzar sus sueños, pero el destino no se lo pondrá fácil. En el paradisiaco lugar reside Fernando Alcántara (Juan Ferrara), un hombre rico y culto casado con Leticia (Dobrina Cristeva), que lo engaña con su mejor amigo. Su vida da un giro radical pues después de sufrir un atentado pierde la memoria, circunstancia que aprovecha la ambiciosa Déborah Andrade (Blanca Guerra) para manejarlo a su antojo.
Valentina y Fernando se encuentran de manera fortuita y se sienten atraídos, pero ella percibe un halo de misterio en él que la desconcierta e incluso la asusta. Además, está ilusionada con un hombre romántico y tranquilo de nombre Maurice (Mario Iván Martínez) que la pretende. Para colmo, queda claro que Déborah no piensa quedarse de brazos cruzados viendo cómo le arrebatan a Alcántara. El único que se percata de la maldad de Andrade es Toñito (Daniel Edid Bracamontes), un niño huérfano que sueña con que Fernando y Valentina se conviertan en sus padres. Sin embargo, no sabe qué hacer para desenmascarar a la mujer que cuenta con un temible aliado: Víctor Luján (Guillermo García Cantú).
Aun así, la pareja llega al altar para sellar su amor, pero de nuevo la tragedia se cierne sobre ellos. Llega entonces Valentina de los Ángeles, la gemela de ella.

## Reparto

### Primera parte
- Verónica Castro - Valentina Isabel Montero
- Juan Ferrara - Fernando Alcántara
- Blanca Guerra - Déborah Andrade
- Hugo Acosta - Félix
- Guillermo García Cantú - Víctor Luján
- Raúl Meraz - Don Rogelio Montero
- Aurora Molina - Prudencia
- Celia Cruz - Lecumé
- Zaide Silvia Gutiérrez - Rafaela
- Mario Iván Martínez - Maurice Taylor
- Rafael Sánchez-Navarro - Renato Saldívar
- Dobrina Cristeva - Leticia de Alcántara/Ana María Miranda
- Andrea Legarreta - Constanza "Connie" Basurto
- Mercedes Molto - Luisa "Luisita" Basurto
- Daniel Edid Bracamontes - Toñito
- Lily Blanco - Julia
- Alejandro Ruiz - Pablo Martínez
- Tatiana - Leonor
- Juan Carlos Bonet - Osvaldo
- Manola Saavedra - Doña Irene
- Javier Gómez - Willy
- Aracely - Estela Montero
- Gloria Izaguirre - Rosita
- Angelita Castany - Bárbara
- Pedro Altamirano - Gerardo Antúnez
- Darío T. Pie - Bobby
- Claudio Brook - Alfred Van Dutren
- Eduardo Liñán - Sargento Mijares
- Ofelia Guilmáin - Doña Federica Alcántara
- Joaquín Garrido - Enrique
- Gerardo Franco - Luciano
- Maricruz Nájera - Gloria Luque
- Josefina Echánove - Evangelina
- Dalilah Polanco - Consuelito
- Margarita Isabel - Martha Villalón
- María Moret - Dra. Diana
- Martha Mariana Castro - Marieta
- Vanessa Angers - Denisse
- Lucero Reynoso - Carmen
- Cecilia Romo - Madre Eugenia
- José Luis González y Carrasco - Dr. Ramírez
- Helio Castillos - Miguel
- Germán Blando - Beltrán
- Sergio Jiménez - Jacinto "El Bokor"

### Segunda parte
- Verónica Castro - Valentina De Los Ángeles "Angelita" Pérez López / Valentina De Los Ángeles Montero
- Rafael Rojas - Julio Carmona
- Hugo Acosta - José Manuel Corrales
- Mayra Rojas - Rebeca Carmona
- Diana Golden - Daniela Valdepeñas de Corrales
- Arturo García Tenorio - Arnulfo Chaparra
- Lucila Mariscal - Amada Paniagua "La Desvielada"
- Yolanda Mérida - Amparo de Pérez
- Manuel "Flaco" Ibáñez - Rigoberto "Rigo" Pérez
- Meche Barba - Eloína
- Enrique Novi - Enrique
- David Ostrosky - Diego
- Norma Lazareno - Alicia de Valdepeñas
- Juan Peláez - Ernesto Valdepeñas
- Yolanda Ciani - Lucrecia de Carmona
- Luis Couturier - Conrado Carmona
- Alicia Montoya - Berta
- Tatiana - Glenda
- Laura Forastieri - Raquel Rivera
- Raúl Meraz - Don Rogelio Montero
- Aurora Molina - Prudencia
- Luis Javier Posada - Jorge
- Daniel Edid Bracamontes - Toñito

## Equipo de producción

### Primera parte
- Historia original de: Alfonso Cremata, Salvador Ugarte
- Libreto: Carlos Romero
- Edición literaria: José Antonio Olvera
- Diálogos adicionales: Kary Fajer
- Tema de novela: Valentina
- Letra y música: Adolfo Ángel Alba
- Intérprete: Verónica Castro
- Escenografía: Felipe de Jesús López
- Ambientación: Eneida Rojas Fernández
- Diseño de vestuario: Claudia Saucedo
- Jefes de producción: Jorge Díaz González, Marco Antonio Cano
- Coordinación de producción: Luis Carpizo
- Reparto: Georgina Ramos
- Edición: Óscar Morales
- Gerente de producción: Lic. Fausto Sáinz
- Coordinación general: Ernesto Hernández
- Dirección de cámaras: Ernesto Arreola
- Dirección de escena: Luis Vélez
- Productor: José Alberto Castro

### Segunda parte
- Historia original de: Inés Rodena
- Libreto: Eric Vonn
- Edición literaria: Sergio Sánchez
- Tema de novela: Valentina
- Letra y música: Adolfo Ángel Alba
- Intérprete: Verónica Castro
- Escenografía: Felipe de Jesús López
- Ambientación: Eneida Rojas Fernández
- Diseño de vestuario: Claudia Saucedo
- Jefes de producción: Jorge Díaz González, Marco Antonio Cano
- Coordinación de producción: Luis Carpizo
- Reparto: Georgina Ramos
- Edición: Óscar Morales
- Gerente de producción: Lic. Fausto Sáinz
- Coordinación general: Ernesto Hernández
- Dirección de cámaras: Luis Monroy
- Dirección de escena: Sergio Jiménez
- Productor: José Alberto Castro

## Versiones
- La telenovela comenzó como una historia nueva basada en un original llamado El hombre que vino del mar, pero no tuvo mucho éxito.
- Después de las 5 primeras semanas al aire empezó a entrelazar la trama con otra historia basada en La Galleguita, radionovela escrita originariamente por Inés Rodena esto por órdenes de Valentín Pimstein con el fin de levantar la audiencia. Esto significó agilizar y concluir las tramas del argumento original para empezar a dar forma a la estructura dramática de la trama de Inés Rodena como despedir parte del elenco original y buscar nuevo elenco para la segunda parte.

## Premios y nominaciones

### Premios TVyNovelas 1994
| Categoría               | Persona        | Resultado |
| ----------------------- | -------------- | --------- |
| Mejor actor protagónico | Juan Ferrara   | Nominado  |
| Mejor primera actriz    | Alicia Montoya | Nominada  |